# Mała Wieś
Mała Wieś [pronunciación en polaco: /ˈmawa ˈvjɛɕ/] es un pueblo en el condado de Płock, Voivodato de Mazovia, en el centro-este de Polonia. Es la sede de la gmina (distrito administrativo) llamada Gmina Mała Wieś. Se encuentra a unos 30 kilómetros al este de Płock y 67 kilómetros al noroeste de Varsovia.